# Hohle Linde in Obermarbach

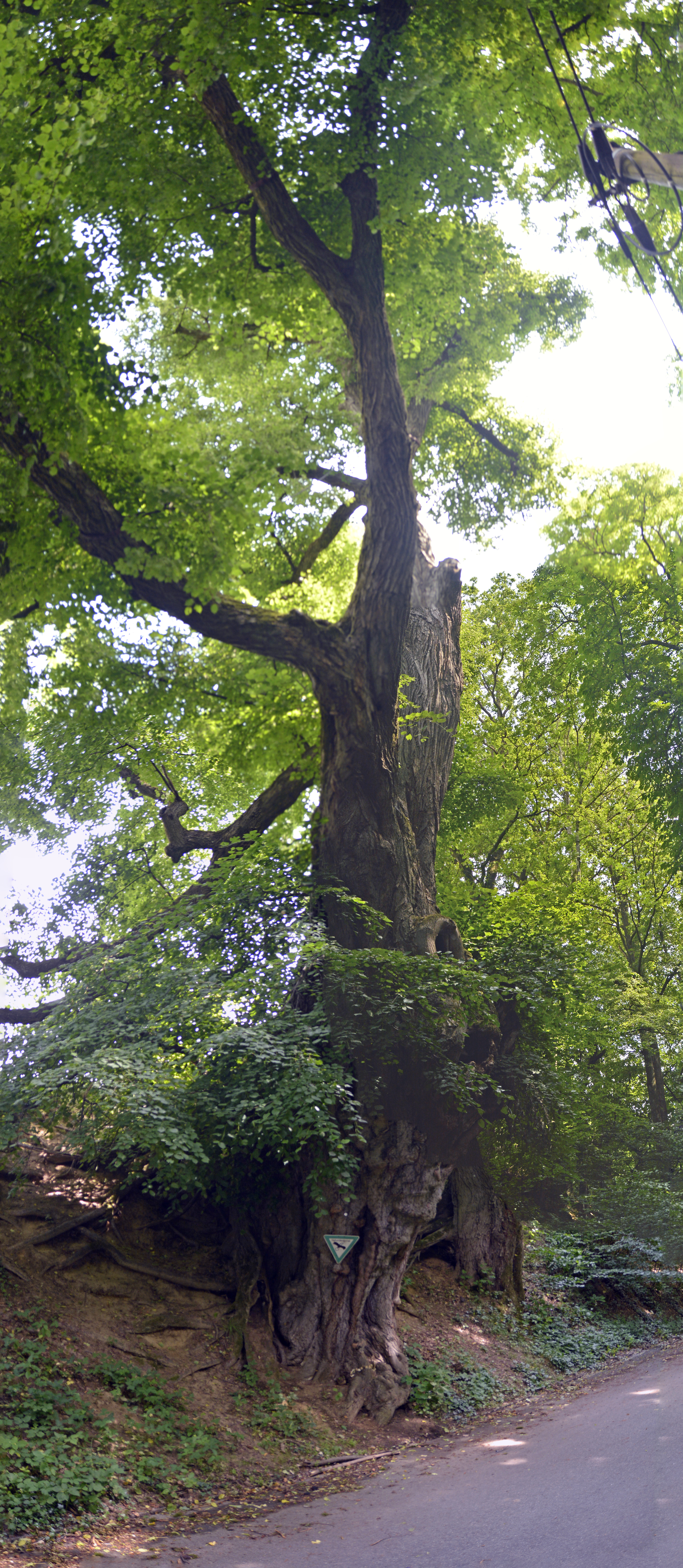
Die Hohle Linde in Obermarbach, Ansicht von Westen

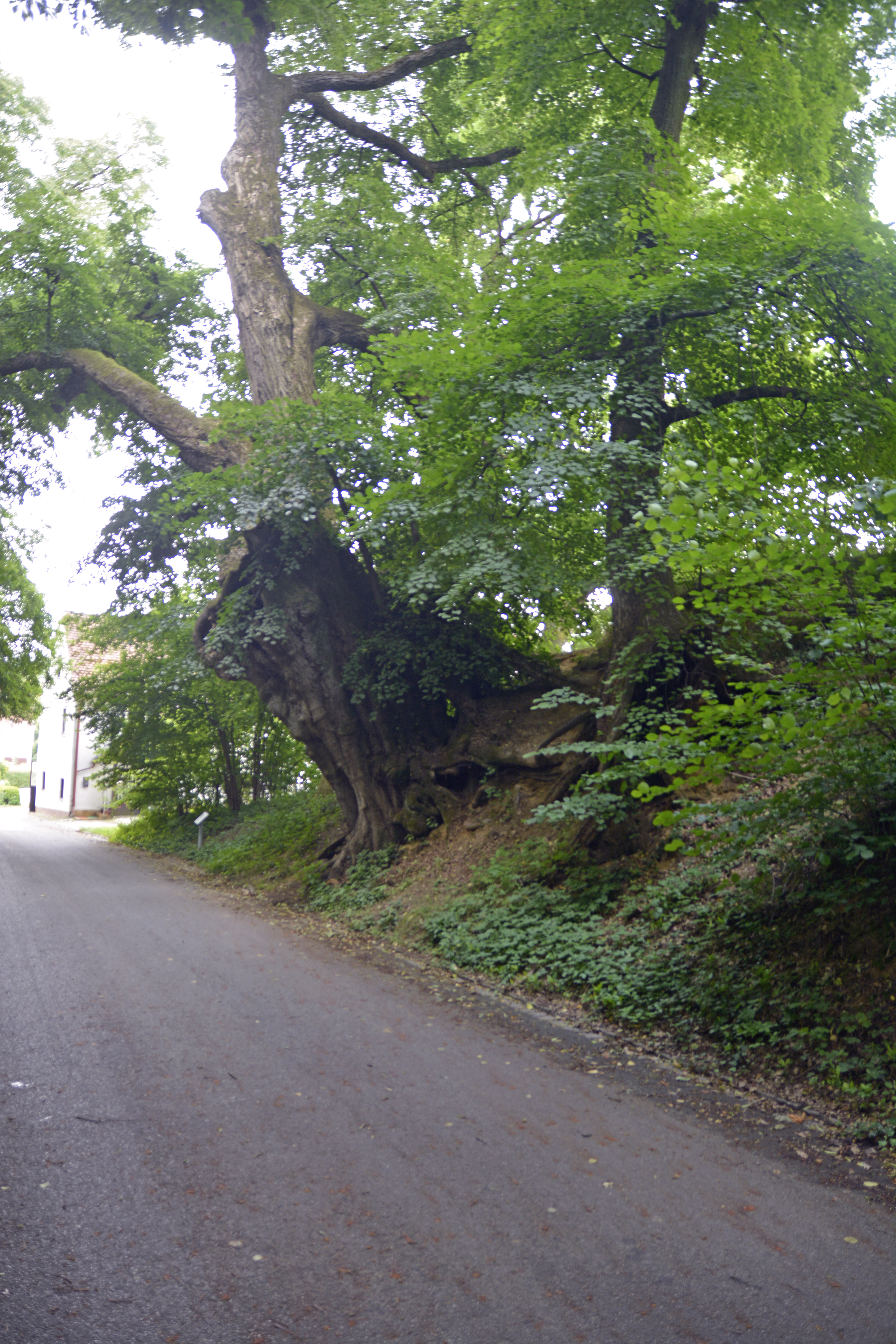
Die Hohle Linde in Obermarbach, Ansicht von Osten

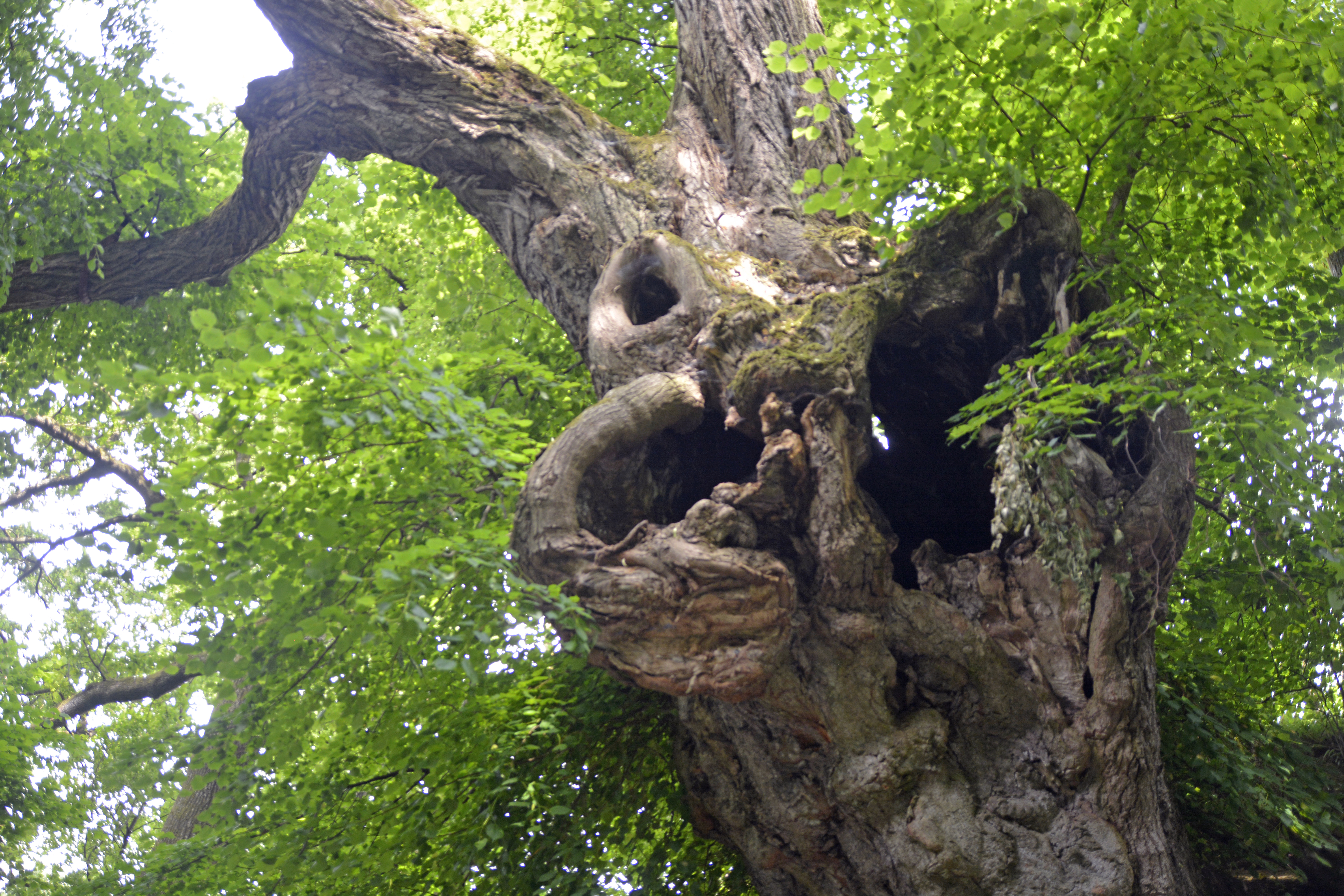
Stamm der Hohlen Linde

Die Hohle Linde ist ein markanter alter Baum in Obermarbach und eingetragenes Naturdenkmal in Oberbayern. Die Linde steht nordöstlich von Petershausen im Ortsteil Obermarbach im Landkreis Dachau an einem Hohlweg.

## Beschreibung
Der Baum besitzt einen kräftigen, weitgehend hohlen, kurzen und stark geneigten Stamm. Auf einer Seite ist ein dicker Ast ausgebrochen, wovon noch eine große Höhlung zeugt. Aus dem Stamm entspringen mehrere kräftige Äste, die eine vitale Krone bilden. Zu der mit 45° abfallenden Hangseite wird die Linde durch zahlreiche starke Zugwurzeln gesichert. Die Linde hatte 1994 einen Stammumfang von 10,2 Metern und ihr Alter wird unterschiedlich geschätzt: auf 300–400 Jahre, 500 Jahre, oder 600 Jahre.
In einem Baumführer wird die Linde als „eine der skurrilsten Baumgestalten des Bundesgebiets“, in einem weiteren als „europaweit einzigartig“ bezeichnet.
Außer der Gattung Linde befindet sich in keinem der einschlägigen Nachschlagewerke eine genauere Bestimmung.